# Lijst van rijksmonumenten in Hilvarenbeek (plaats)
De plaats Hilvarenbeek telt 29 inschrijvingen in het rijksmonumentenregister. Hieronder een overzicht.
| Object | Oorspronkelijke functie?  | Bouwjaar                   | Architect     | Locatie           | Coördinaten?                 | Nr.?   | Afbeelding                                                                                         |
| --- | ------------------------- | -------------------------- | ------------- | ----------------- | ---------------------------- | ------ | -------------------------------------------------------------------------------------------------- |
| De Nieuwe Hoef | Boerderij                 | 17e eeuw of 18e eeuw       |               | Gorp aan de Ley 1 | 51° 29' 21" NB, 5° 4' 24" OL | 16524  | Meer afbeeldingen                                                                                  |
| Huis Groenendaal | Kasteel, buitenplaats     | 19e eeuw                   |               | Groenendaal 1     | 51° 28' 48" NB, 5° 8' 59" OL | 22137  | Meer afbeeldingen                                                                                  |
| Pand, bestaande uit begane-grond met pannen schilddak                                                                              | Woonhuis                  | 18e eeuw                   |               | Holstraat 6       | 51° 29' 12" NB, 5° 8' 11" OL | 22140  | Meer afbeeldingen                                                                                  |
| Pand onder met pannen gedekt schilddak, evenwijdig aan de straat                                                                   | Woonhuis                  | waarschijnlijk 18e eeuw    |               | Koestraat 9       | 51° 29' 3" NB, 5° 8' 8" OL   | 22141  | Meer afbeeldingen                                                                                  |
| De Doornboom | Industrie- en poldermolen | 1856/1905                  |               | Doelenstraat 53   | 51° 29' 23" NB, 5° 8' 9" OL  | 22144  | Meer afbeeldingen                                                                                  |
| Huis onder dwars zadeldak en met gebosseerd gepleisterde lijstgevel. Zeven hardstenen stoeppalen                                   | Woonhuis                  | 18e-19e eeuw               |               | Vrijthof 3        | 51° 29' 5" NB, 5° 8' 10" OL  | 22146  | Meer afbeeldingen                                                                                  |
| Huis onder dwars zadeldak en met gebosseerd gepleisterde lijstgevel                                                                | Woonhuis                  | 19e eeuw                   |               | Vrijthof 5        | 51° 29' 4" NB, 5° 8' 9" OL   | 22147  | Meer afbeeldingen                                                                                  |
| Huis onder dwars zadeldak en met lijstgevel; ingang met kroonlijst op voluutvormige consoles. Gootlijst op consoles                | Woonhuis                  | tweede kwart 19e eeuw      |               | Vrijthof 9        | 51° 29' 5" NB, 5° 8' 7" OL   | 22148  | Meer afbeeldingen                                                                                  |
| Huis onder schilddak en met lijstgevel, waarin zes en vierdelige schuiframen. Dakkapel met voluten                                 | Woonhuis                  |                            |               | Vrijthof 14       | 51° 29' 7" NB, 5° 8' 6" OL   | 22149  | Huis onder schilddak en met lijstgevel, waarin zes en vierdelige schuiframen. Dakkapel met voluten |
| Nederlands Hervormde Kerk | Kerk en kerkonderdeel     | 1809                       | L. van Heijst | Vrijthof 22       | 51° 29' 9" NB, 5° 8' 7" OL   | 22150  | Meer afbeeldingen                                                                                  |
| Breed herenhuis met dwars zadeldak, links beëindigd door een schild, rechts door een topgevel. Voorgevel in Empire stijl gewijzigd | Woonhuis                  | 17e eeuw (houtconstructie) |               | Vrijthof 23       | 51° 29' 9" NB, 5° 8' 8" OL   | 22151  | Meer afbeeldingen                                                                                  |
| Sint-Petrus'-Bandenkerk | Kerk en kerkonderdeel     | 14e eeuw                   |               | Vrijthof 28       | 51° 29' 7" NB, 5° 8' 12" OL  | 22152  | Meer afbeeldingen                                                                                  |
| Klein hoef | Boerderij                 |                            |               | Gorp 5            | 51° 28' 58" NB, 5° 4' 42" OL | 22153  | Klein hoef                                                                                         |
| De Leenhof | Boerderij                 |                            |               | Gorp 6            | 51° 29' 2" NB, 5° 4' 53" OL  | 22154  | Meer afbeeldingen                                                                                  |
| Boerderij van het Kempische langgeveltype, met pannen belegd wolfdak, schuiframen met kleine roedenverdeling                       | Boerderij                 |                            |               | Roovert 3         | 51° 28' 21" NB, 5° 4' 50" OL | 22155  | Meer afbeeldingen                                                                                  |
| Boerderij waarvan het woongedeelte van vakwerk. Bedrijfsgedeelte later vernieuwd                                                   | Boerderij                 | mogelijk 17e eeuw          |               | Roovert 1         | 51° 28' 22" NB, 5° 4' 57" OL | 22156  | Meer afbeeldingen                                                                                  |
| Brouwerij | Industrie                 |                            |               | Vrijthof 20       | 51° 29' 9" NB, 5° 8' 6" OL   | 469277 | Brouwerij                                                                                          |
| Brouwerij: Inventaris | Industrie                 |                            |               | Vrijthof 20       | 51° 29' 9" NB, 5° 8' 6" OL   | 469278 | Upload foto                                                                                        |
| Brouwerij: stookruimte | Industrie                 |                            |               | Vrijthof 20       | 51° 29' 9" NB, 5° 8' 6" OL   | 469279 | Upload foto                                                                                        |
| Brouwerij: muur met hoge poort | Erfscheiding              |                            |               | Vrijthof 20       | 51° 29' 9" NB, 5° 8' 6" OL   | 469280 | Meer afbeeldingen                                                                                  |
| Brouwerij: woonhuis | Woonhuis                  |                            |               | Vrijthof 20       | 51° 29' 9" NB, 5° 8' 6" OL   | 469281 | Meer afbeeldingen                                                                                  |
| Dubbele landarbeiderswoning | Boerderij                 | 1750-1800                  |               | Klein Loo 2       | 51° 29' 7" NB, 5° 7' 44" OL  | 508647 | Dubbele landarbeiderswoning                                                                        |
| Jachthuis met twee bouwlagen onder zadeldak                                                                                        | Kasteel, buitenplaats     | 1870                       |               | Gorp 8            | 51° 29' 3" NB, 5° 4' 59" OL  | 518912 | Meer afbeeldingen                                                                                  |
| Koetshuis en paardenstal | Bijgebouwen kastelen enz. | 1870                       |               | Gorp 8            | 51° 29' 3" NB, 5° 4' 59" OL  | 518913 | Upload foto                                                                                        |
| Huis met praktijk | Werk-woonhuis             | 1936                       |               | Doelenstraat 31   | 51° 29' 17" NB, 5° 8' 13" OL | 518914 | Huis met praktijk                                                                                  |
| Langgevelboerderij, gebouwd door "de Maatschappij van Welstand".                                                                   | Boerderij                 | 1925-1949                  |               | Grote Voort 1     | 51° 30' 5" NB, 5° 7' 34" OL  | 518915 | Langgevelboerderij, gebouwd door "de Maatschappij van Welstand".                                   |
| Woonhuis | Woonhuis                  | ca. 1904                   |               | Vrijthof 7        | 51° 29' 5" NB, 5° 8' 8" OL   | 518923 | Meer afbeeldingen                                                                                  |
| Sigarenfabriek | Industrie                 | 1905                       |               | Wouwerstraat 3    | 51° 29' 9" NB, 5° 8' 2" OL   | 518924 | Sigarenfabriek                                                                                     |
| Jachthuis annex brandtoren | Tuin, park en plantsoen   | ca. 1920                   |               | Roovert 4         | 51° 28' 18" NB, 5° 4' 35" OL | 526161 | Upload foto                                                                                        |